# Leslie Laing
Leslie Alphonso „Les” Laing (ur. 9 lutego 1925 w Linstead, zm. 7 lutego 2021 w Clermont) – jamajski lekkoatleta specjalizujący się w biegach sprinterskich, dwukrotny uczestnik letnich igrzysk olimpijskich (Londyn 1948, Helsinki 1952), mistrz olimpijski z 1952 r. w sztafecie 4 × 400 metrów (wraz z nim biegli Arthur Wint, Herb McKenley i George Rhoden).

## Sukcesy sportowe
| Rok  | Miasto    | Zawody                                                 | Konkurencja                                     | Wynik                  |
| ---- | --------- | ------------------------------------------------------ | ----------------------------------------------- | ---------------------- |
| 1948 | Londyn    | letnie igrzyska olimpijskie                            | bieg na 200 m                                   | 6. miejsce             |
| 1952 | Helsinki  | letnie igrzyska olimpijskie                            | sztafeta 4 × 400 m bieg na 200 m                | złoty medal 5. miejsce |
| 1954 | Vancouver | igrzyska Imperium Brytyjskiego i Wspólnoty Brytyjskiej | sztafeta 4 × 110 jardów sztafeta 4 × 440 jardów | 6. miejsce             |

## Rekordy życiowe
- bieg na 100 m – 10,66 – 1954
- bieg na 200 m – 21,2 – 1954
- bieg na 400 m – 47,5 – 1952